# Swingman

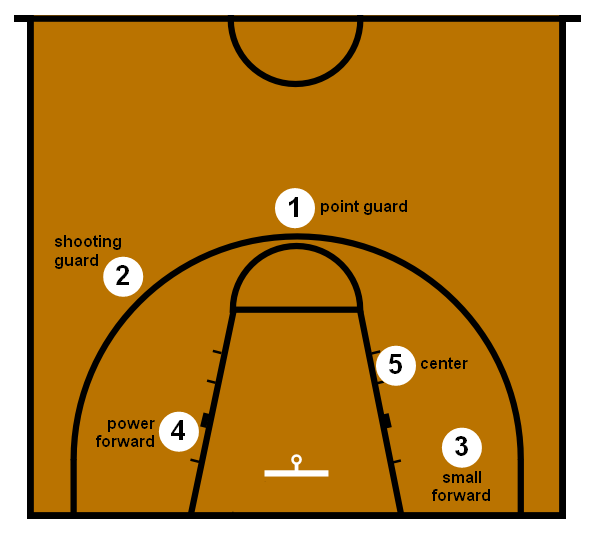
Standaard-spelposities in basketbal
1. point-guard
2. shooting-guard
3. small-forward
4. power-forward
5. center

Swingman (ook wel "Guard/Forward") is een benaming voor de rol die een basketbalspeler heeft in het veld.
Een speler die de rol van small-forward (3-positie) en shooting-guard (2-positie) afwisselt, wordt een 'swingman' genoemd. De benaming komt voort uit het feit dat deze speler wisselt, in het Engels swingen genoemd, tussen deze posities. De meeste spelers die op deze positie spelen, zijn tussen 1,96 m en 2,06 m lang. De eerste speler die 'swingman' genoemd werd was John Havlicek

## Bekende swingmans
Enkele bekende swingmans zijn:
- Klay Thompson
- DeMar DeRozan
- Dwyane Wade
- Jimmy Butler
- Andrew Wiggins
- Vince Carter
- Kyle Korver
- Paul George
- Jayson Tatum
- Jaylen Brown